# Christian Eichner
Pour les articles homonymes, voir Eichner.
Christian Eichner, né le 24 novembre 1982 à Sinsheim en Allemagne est un footballeur allemand devenu entraîneur.

## Biographie

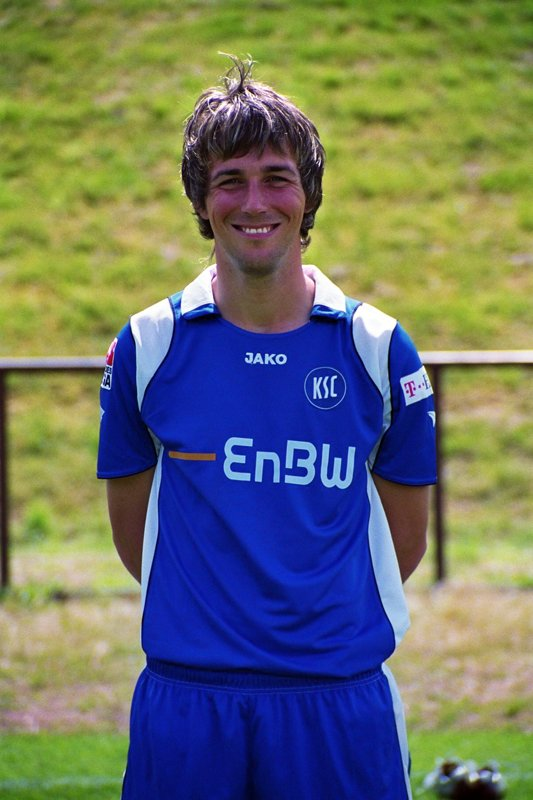
Christian Eichner en 2007.

## Palmarès
- Karlsruher SC
  - Vainqueur de la 2.Bundesliga en 2007.